# Voltaire (zetel)

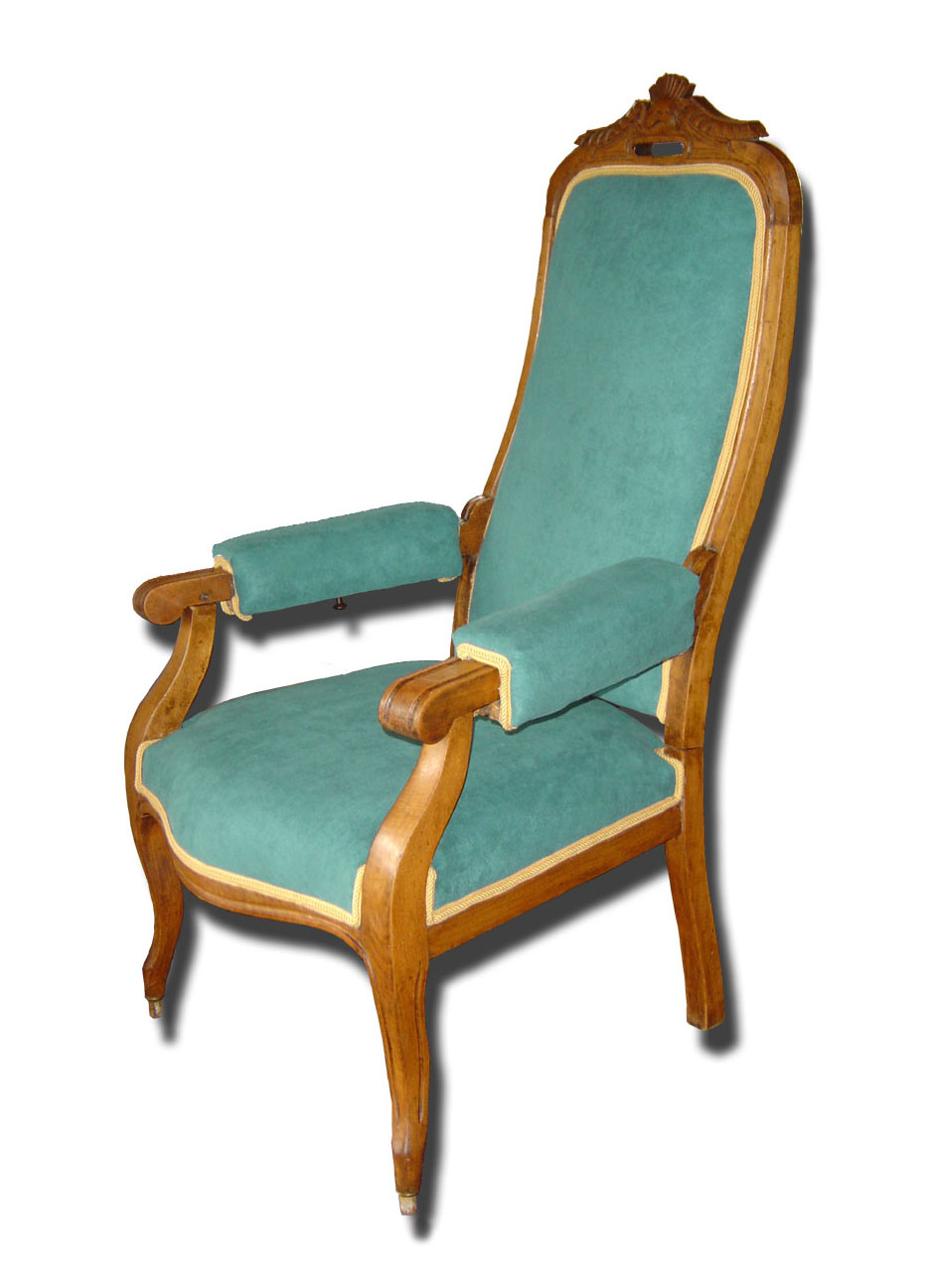
Voltaire

Een voltaire is een grote comfortabele stoel met een hoge schuine rugleuning. De armleuningen van deze fauteuil zijn breed en gewatteerd.
De oorsprong van de naam is onbekend, maar is waarschijnlijk terug te voeren op een afbeelding van de filosoof Voltaire uit de jaren 1820, waarop hij te zien is in een hoge stoel met houten rugleuning. 
De voltaire is kenmerkend voor de Louis-Philippe-stijl, zozeer dat dergelijke stoelen gedurende de hele negentiende eeuw geworteld bleven in de mode van die periode.
Oorspronkelijk toonde de bekleding van de voltaire grote bloemen op een vrij donkere (bordeaux of groene) ondergrond. Hetzelfde thema van grote boeketten op een zwarte achtergrond werd later gebruikt in de stijl van Napoleon III.
Er bestaat een model voltaire met verstelbare rugleuning. 